# Dryophilus anobioides
Dryophilus anobioides là một loài bọ cánh cứng thuộc chi Dryophilus trong họ Ptinidae.